# غوسيفسكيي
غوسيفسكيي (بالروسية: Гусевский) هي مدينة في مقاطعة فلاديمير أوبلاست في روسيا. يبلغ عدد سكانها حوالي 3186 نسمة.